# Данилюк, Александр Владимирович
Александр Владимирович Данилюк (укр. Олександр Володимирович Данилюк; род. 26 сентября 1981, Киев) — украинский общественный деятель, адвокат и координатор общественного движения «Спильна справа». Советник министра обороны Украины с июля по ноябрь 2014 года. Приобрёл широкую известность, руководя захватами зданий министерств на Украине во время Евромайдана.. Кандидат в президенты Украины на выборах 2019 года.

## Биография
Родился 26 сентября 1981 года в Киеве. Мать — врач, отец — учёный.
Правозащитой начал заниматься в студенческие годы. Возглавил правозащитную организацию «Правовое общество» (Институт правового общества). Был Уполномоченным по правам детей и молодёжи при КМЦССМ КГГА.
Окончил Киевский национальный экономический университет имени Вадима Гетьмана по специальности «Правоведение». Магистр правового регулирования экономики. Специалист по привлечению прямых иностранных инвестиций, имеет сертификат USAID от 2006 года.
В 2000 году принимал активное участие в акциях «Украина без Кучмы» и «Вставай, Украина».
В 2004 был адвокатом кандидата в президенты Виктора Ющенко в Донецкой области. Защищал Бориса Пенчука (издателя книги «Донецкая мафия»). Осуществлял правовое сопровождение ряда общенациональных кампаний по противодействию избирательным фальсификациям (в частности Общественная Инициатива «Знаю»). В 2008 году в рамках кампании «Киев без Черновецкого» был инициатором иска о снятии действующего городского головы с выборов за использование служебного положения. С 2004 года возглавляет «Всеукраинский центр содействия предпринимательской деятельности», который системно занимается защитой индивидуальных и коллективных прав предпринимателей.
Разработчик Национальной антикризисной программы, которая во многих аспектах была внедрена предыдущим правительством через системное общественное лоббирование. Автор ряда поправок в Налоговый кодекс (в частности об отмене принципа виновности налогоплательщика).
2 декабря 2010 подал представление в Конституционный Суд Украины относительно соответствия Налогового кодекса Конституции Украины.
Автор книги «Преторианцы: после и до революции», которая в 2009 году получила гран-при Государственной премии им. Антонича (украинская литературная премия, которая вручается за поэтические произведения молодым авторам, пишущим на украинском языке и возраст которых не превышает 28 лет)
8 июля 2014 Александр Данилюк был назначен советником министра обороны Украины Валерия Гелетея для выполнения задач по реформированию армии и проведению АТО.

## Уличные акции
Александр Данилюк объявил себя генеральным координатором Налогового Майдана в ноябре—декабре 2010 года.
Он был организатором акции протеста «День гнева» после чего в день начала акции 14 мая 2011 был задержан милицией..
5 августа 2011 Александр Данилюк заявил о начале акции протеста на Майдане Незалежности с 8 августа 2011 с требованием безотлагательного проведения выборов Верховной Рады и президента.
24 января 2014, во время Евромайдана, активисты координируемого Данилюком движения «Спильна справа» захватили здание министерства агрополитики. 25 января 2014 заняли здание министерства энергетики и угольной промышленности на улице Крещатик. 26 января 2014 было занято здание министерства юстиции на улице Городецкого 13 в Киеве. В ответ на это, 27 января министр юстиции Украины Елена Лукаш стала угрожать просьбой к СНБО о введении чрезвычайного положения, если радикалы не освободят здание.

## Преследование
31 января 2014 года Данилюк был объявлен в розыск УБОПом Киева по статье 294, части 2, УК Украины: «организация массовых беспорядков, сопровождавшихся насилием над личностью, погромами, поджогами, уничтожением имущества, захватом зданий или сооружений, насильственным выселением граждан, сопротивлением представителям власти с применением оружия или других предметов, которые использовались как оружие, а также активное участие в массовых беспорядках, если они повлекли гибель людей или иные тяжкие последствия», после чего он был вынужден тайно покинуть пределы Украины и укрыться в Лондоне вместе с семьёй, не желая повторять судьбу Юлии Тимошенко, откуда собирается руководить движением и дальше.
В связи с тем, что МВД закрыло лишь дело по организации массовых беспорядков и убрало из списка разыскиваемых, оставив уголовное дело по захвату государственной власти и свержению конституционного строя, Александр Данилюк планирует возвращаться на Украину нелегально.
С 2015 года Александр Данилюк работает научным сотрудником американской научно-исследовательского фонда Potomac Foundation.

## Кандидат в президенты 2019
Был зарегистрирован 28 января 2019 года кандидатом в президенты Украины под номером 22. Главной целью участия в президентских и парламентских выборах называл противодействие российскому реваншу и гибридной агрессии, а также призывал к национальной солидарности и консолидации ради противостояния этим вызовам. Доверенными лицами в общенациональном избирательном округе стали экс-сотрудники Главного управления разведки (ГУР) капитан первого ранга Юрий Смищук и полковник Дмитрий Соболев, а также полковники запаса Генерального штаба Вооруженных сил Украины Вячеслав Протопопов и Сергей Литвиненко. Уполномоченным представителем в ЦИК стал адвокат Назар Первак, до недавнего времени — член Совета общественного контроля НАБУ.

## Семья
Жена, сын и дочь.